# 372
372 (CCCLXXII) fue un año bisiesto comenzado en domingo del calendario juliano, en vigor en aquella fecha.
En el Imperio romano, el año fue nombrado el del consulado de  Modesto y Arinteo, o menos comúnmente, como el 1125 Ab urbe condita, adquiriendo su denominación como 372 a principios de la Edad Media, al establecerse el anno Domini.

## Acontecimientos
- Firmo II, usurpador romano durante el reinado de Valentiniano I, empieza su rebelión contra el Comes Africae romano.

## Fallecimientos
- Máximo de Éfeso, filósofo neoplatónico.
- Saba el Godo, religioso cristiano.